# Loveppears
LOVEppears – drugi album Ayumi Hamasaki. Osiągnął #1 pozycję na liście Oricon, utrzymywał się przez sześćdziesiąt cztery tygodnie w rankingu. Sprzedano 2 562 130 kopii. Na drugiej płycie znajdują się remiksy niektórych piosenek z dysku pierwszego. Album "LOVEppears" również zdobył Japan Gold Disc Award w kategorii "Album Popowy Roku" (ang. "Pop Album of the Year").

## Lista utworów

### CD1
| #  | Tytuł                         | Muzyka           | Aranżacja            | Czas |
| -- | ----------------------------- | ---------------- | -------------------- | ---- |
| 1  | "Introduction"                | HΛL              | HΛL                  | 1:09 |
| 2  | "Fly High"                    | D.A.I            | HΛL                  | 4:07 |
| 3  | "Trauma"                      | D.A.I            | Naoto Suzuki, D.A.I  | 4:17 |
| 4  | "And Then"                    | Yasuhiko Hoshino | Keisuke Kikuchi      | 4:14 |
| 5  | "immature" (Album Version)    | Kazuhito Kikuchi | HΛL                  | 4:44 |
| 6  | "Boys & Girls"                | D.A.I            | Naoto Suzuki, D.A.I  | 3:54 |
| 7  | "TO BE"                       | D.A.I            | Naoto Suzuki, D.A.I  | 5:18 |
| 8  | "End roll"                    | D.A.I            | Naoto Suzuki, D.A.I  | 4:49 |
| 9  | "P.S II"                      | Hideaki Kuwabara | Akimitsu Honma       | 4:48 |
| 10 | WHATEVER ("Dub's 1999 Remix") | Kazuhito Kikuchi | Izumi "DMX" Miyazaki | 7:20 |
| 11 | "too late"                    | D.A.I            | Naoto Suzuki, D.A.I  | 4:25 |
| 12 | "appears" (Album Version)     | Kazuhito Kikuchi | HΛL                  | 5:38 |
| 13 | "monochrome"                  | HΛL              | Naoto Suzuki, D.A.I  | 4:21 |
| 14 | "Interlude"                   | Naoto Suzuki     | Naoto Suzuki         | 0:55 |
| 15 | "LOVE～refrain～"             | Tsunku           | Naoto Suzuki         | 5:21 |
| 16 | "Who..."                      | Kazuhito Kikuchi | Naoto Suzuki         | 5:35 |
| 17 | "kanariya" (secret track)     | Yasuhiko Hoshino | CPM-Marvin           | 3:52 |

### CD 2
| # | Tytuł                                      | Czas |
| - | ------------------------------------------ | ---- |
| 1 | "Ayu's Euro Mega-Mix" (Y&Co. Mix)          | 9:48 |
| 2 | "Ayu's House Mega-Mix" (N.S House Mix)     | 9:58 |
| 3 | "A Song for XX" (Millennium Mix)           | 4:46 |
| 4 | "POWDER SNOW" (Acoustic Orchestra Version) | 5:03 |
| 5 | "FRIEND II (Make My Mad Mix)               | 4:31 |